# مستشفى الملك سلمان بن عبد العزيز التخصصي (الطائف)
مستشفى الملك سلمان بن عبد العزيز التخصصي بالطائف
هو مستشفى يبعد حوالي 15 كم من الجنوب الغربي لمطار الطائف الدولي ويعتبر ضمن المنشآت التابعة للشؤون الصحية بوزارة الحرس الوطني، وصُممت المستشفى لتقدم الرعاية الصحية المتخصصة للمرضى، ويعد المستشفى منشأة صحية متكاملة بسعة سريرة تبلغ حوالي 308 سريرا وبمساحة إجمالية تقدر بــ82,650 متر مربع، يمتلكها وزارة الحرس الوطني ومساحتها
980.000 متر مربع
والمساحة المبنية
يقدر ب163.000 متر مربع
أما مساحة المستشفى فهي
82.650 متر مربع
ويتكون من 8 طوابق

## البرج الطبي
يحتوي على 236 سرير موزعة على الأجنحة
على النحو الآتي:
- 72 سرير للعناية المركزة
- 44 سرير بقسم الطوارئ
- 8 غرف للعمليات
- 12 كرسي لقسم غسيل الكلى
- 10 غرف الإنعاش
- 19 غرفة للإقامة القصيرة

كما يحتوي البرج الطبي على طوابق خاصة بالعلاج والتشخيص
وأجنحة للعيادات الخارجية للمرضى
و54 غرفة فحص
و44 سرير وأجهزة طبية متطورة لاستقبال جميع الحالات الطارئة على مدار الأربع وعشرين ساعة، كما انه مجهز بسيارات للإسعافات الأولية.
يضم 72 سرير
للطوارئ 8 غرف عمليات 12 كرسي لقسم غسل
الكلى عيادة للموظفين لعمل الكشوفات والتحاليل المبدئية والروتينية والتحصين الوقائي.

## المنطقة السكنية
يحتوي المنطقة السكنية على: فلل، مجمعات سكن الرجال، مجمعات سكن السيدات، مجمعات سكن العائلات

## المرافق والخدمات
يحتوب على: المسجد، ملاعب مفتوحة، مركز ترفيهي، مركز تجاري، حضانة أطفال ومبنى إداري.

## وصلات خارجية
- http://saudiprojects.net/?project=مستشفى-الملك-سلمان-بن-عبد العزيز-التخص